# Rekord Bielsko-Biała (piłka nożna kobiet)
Rekord Bielsko-Biała – sekcja piłki nożnej kobiet klubu sportowego Rekord Bielsko-Biała. Drużyna powstała w 2007 roku, w 2009 roku przystąpiła do rozgrywek ligowych, a w roku 2021 po raz pierwszy awansowała do Ekstraligi. Zespół domowe spotkania rozgrywa na głównym stadionie Centrum Sportu Rekord.

## Historia
Pierwsze spotkanie zawodniczek z trenerem, kierownikiem drużyny i prezesem klubu miało miejsce 4 września 2007 roku. 21 stycznia 2008 roku zespół rozegrał pierwszy sparing. We wrześniu 2009 roku drużyna po raz pierwszy przystąpiła do rozgrywek ligowych, rozpoczynając zmagania w grupie śląskiej II ligi (trzeci poziom rozgrywkowy). W 2018 roku, po udanych barażach, drużyna awansowała do I ligi. Od początku gry na drugim poziomie rozgrywkowym drużyna należała do czołówki zespołów, a historyczny awans do Ekstraligi przyszedł po trzech sezonach, w 2021 roku.